# Ponte Alta
Ponte Alta är en kommun i Brasilien.   Den ligger i delstaten Santa Catarina, i den södra delen av landet, 1 300 km söder om huvudstaden Brasília. Antalet invånare är 4 895.
I omgivningarna runt Ponte Alta växer i huvudsak städsegrön lövskog. Runt Ponte Alta är det glesbefolkat, med 9 invånare per kvadratkilometer.